# Mank
Mank er en amerikansk biografisk film fra 2020 om manuskriptforfatteren Herman J. Mankiewicz og hans arbejde med udviklingen af manuskriptet til Citizen Kane fra 1941. Filmen er instrueret af David Fincher, baseret på et manuskript skrevet af hans afdøde far Jack Fincher.
Filmen er produceret af Ceán Chaffin, Douglas Urbanski og Eric Roth. Filmen har Gary Oldman i hovedrollen og spiller sammen med Amanda Seyfried, Lily Collins, Arliss Howard, Tom Pelphrey, Sam Troughton, Ferdinand Kingsley med flere.
Jack Fincher skrev manuskriptet i 1990'erne, og David havde oprindeligt tænkt sig at filme den efter han blev færdig med The Game i 1997, med Kevin Spacey og Jodie Foster i hovedrollerne. Den blev aldrig gennemført og Jack Fincher døde i 2003. I juli 2019 blev projektet endeligt annonceret, og optagelserne fandt sted i og omkring Los Angeles fra november 2019 til februar 2020.
For at hylde filmene fra 1930'erne blev Mank filmet i sort-hvid ved hjælp af RED Kameraer.
Filmen begyndte at streame på Netflix den 4. december 2020. Filmen blev nomineret til ti Oscarstatuetter inklusiv Bedste film og bedste mandlige hovedrolle til Oldman og bedste kvindelige birolle til Seyfried.

## Produktion

### Udvikling
Mank blev officielt annonceret i juli 2019, da David Fincher sagde han ville instruere filmen med Gary Oldman i hovedrollen. Manuskriptet blev skrevet af Finchers far, Jack Fincher, inden hans død i 2003.
Den skulle oprindeligt have været Finchers opfølger til The Game fra 1997,og skulle have Kevin Spacey og Jodie Foster i hovedrollerne. Denne blev ikke gennemført, da Fincher insisterede på at filme den i sort-hvid.
Yderligere casting blev offentliggjort i Oktober 2019, med Amanda Seyfried, Lily Collins, Tuppence Middleton, Arliss Howard og Charles Dance blandt den nye rollebesætning.
Fincher blev genforenet med det meste af sit normale filmhold inklusiv produktionsdesigner Donald Graham Burt, klipper Kirk Baxter og komponisterne Trent Reznor og Atticus Ross, som kun brugte periodeautentiske instrumenter.
Fincher valgte filmfotografen Erik Messerschmidt, som han havde arbejdet på Netflix-serien Mindhunter sammen med.

### Filmoptagelser
Optagelserne startede i november 2019 i Los Angeles.
Der fandt også optagelser sted i Victorville, Californien og optagelserne blev færdiggjort 4. februar 2020.
Filmen blev skudt i sort-hvid med Finchers foretrukne RED digitalkamera og henviste til æstetikken hos Citizen Kane-fotografen Gregg Toland.
Dance udtalte at em scene der involverede en fordrukken Mankiewicz tog over 100 takes,
mens Seyfried sagde at et af hendes scener tog over en uge og 200 takes at optage.
Hun udtalte at, "Det føles som En ny dag truer på en måde, men det er sådan [Fincher] fanger ting som de fleste mennesker ikke gør."

### Kostumedesign
Til at designe kostumerne brugte designer Trish Summerville og produktionsdesigner Donald Graham Burt noir og monokromatiske filtre på deres iPhone for at se, hvordan de ville se ud i sort og hvid. Fordi filmen blev filmet i sort og hvid, og ikke konverteret bagefter, betød det at Summerville blev nødt til at vælge farver der ville poppe.
Hun kiggede på billeder fra 1930'erne for at se hvordan moden var på den tid.

### Musik
Finchers regelmæssige samarbejdspartnere Trent Reznor og Atticus Ross komponerede musikken til Mank. Reznor og Ross brugte periodeautentiske instrumenter fra 1940'erne til filmen.
Som følge af Coronaviruspandemien. optog hvert enkelt medlem af orkestret deres sektioner til filmmusikken hjemmefra.
Det fulde soundtrack til filmen består af sange, skrevet og opført af Reznor og Ross og har 52 numre og varer over halvanden time.
Der findes også en udvidet version der varer over tre timer med 87 numre.

## Udgivelse
Mank havde en begrænset biografudgivelse i USA den 13. november 2020, inden den begyndte at streame verden over på Netflix 4. december 2020.
Efter udgivelsen på Netflix lykkedes det kun at komme i top-10 på sin første dag. IndieWire skrev at "den fik ikke den opmærksomhed som andre højt profilerede originaler som Da 5 Bloods, The Trial of the Chicago 7 og Hillbilly Elegy" der alle havde debuteret med en første- eller andenplads.